# Liste der Biografien/Ses
Liste der Biografien |
Portal Biografien |
Personensuche
# |
A |
B |
C |
D |
E |
F |
G |
H |
I |
J |
K |
L |
M |
N |
O |
P |
Q |
R |
S |
T |
U |
V |
W |
X |
Y |
Z |
?
 
Sa |
Sb |
Sc |
Sd |
Se |
Sf |
Sg |
Sh |
Si |
Sj |
Sk |
Sl |
Sm |
Sn |
So |
Sp |
Sq |
Sr |
Ss |
St |
Su |
Sv |
Sw |
Sy |
Sz
 
Sea |
Seb |
Sec |
Sed |
See |
Sef |
Seg |
Seh |
Sei |
Sej |
Sek |
Sel |
Sem |
Sen |
Seo |
Sep |
Seq |
Ser |
Ses |
Set |
Seu |
Sev |
Sew |
Sex |
Sey |
Sez
Die Liste der Biografien führt alle Personen auf, die in der deutschsprachigen Wikipedia einen Artikel haben. Dieses ist eine Teilliste mit 160 Einträgen von Personen, deren Namen mit den Buchstaben „Ses“ beginnt.

## Ses
- Ses, Murat (* 1946), türkischer Musiker

### Sesa
- Sesa, David (* 1973), Schweizer FußballspielerDavid Sesa (* 1973)

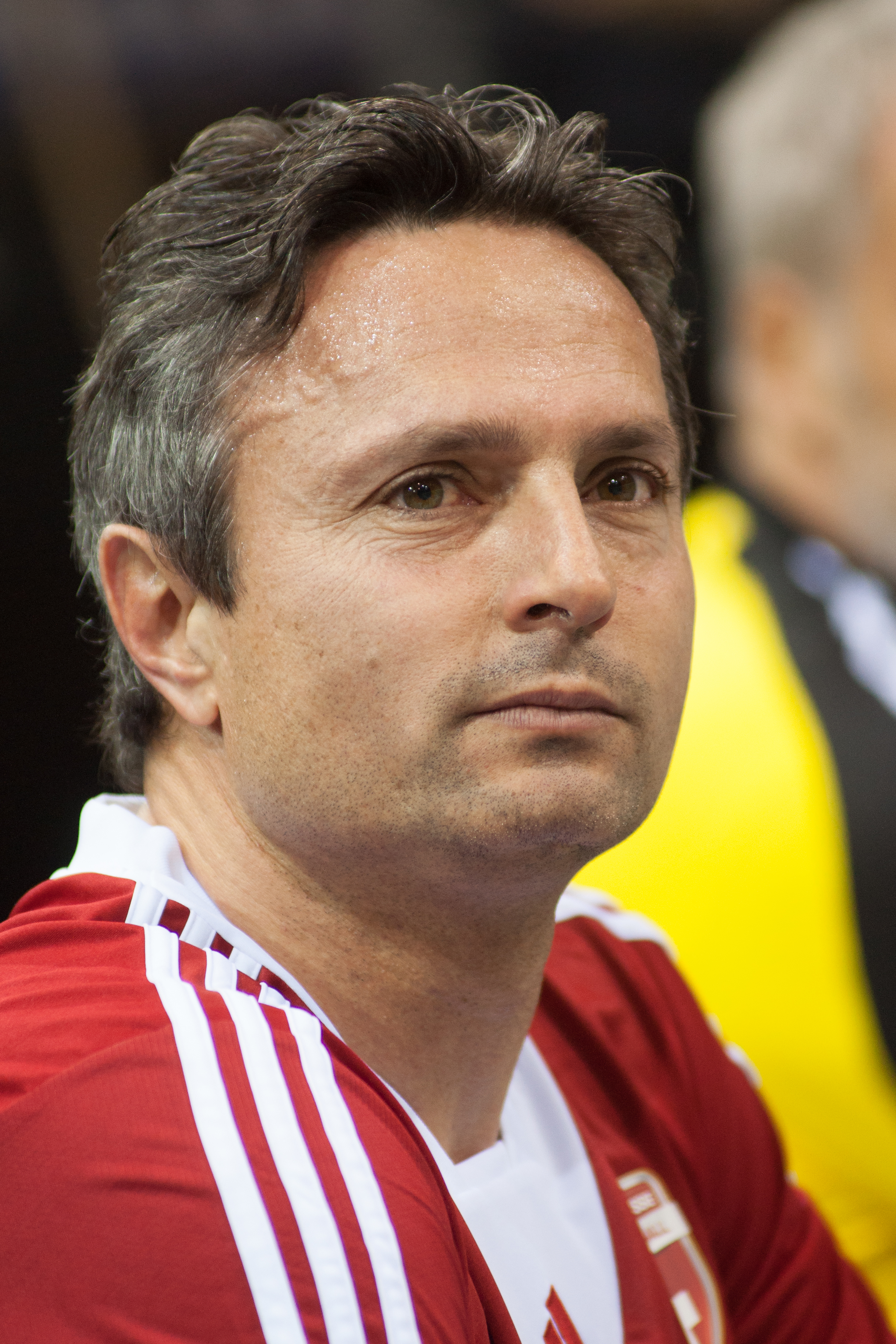
David Sesa (* 1973)

- Sesan, Milan (1910–1981), rumänisch-orthodoxer Theologe, Kirchenhistoriker und Hochschullehrer
- Sesana, Roy, Menschenrechtler und Träger des Alternativen Nobelpreises 2005
- Sesar, Ivan (* 1989), bosnisch-herzegowinischer Fußballspieler
- Sesardić, Neven (* 1949), kroatischer Philosoph
- Sesay, Ansu (* 1976), US-amerikanischer Basketballspieler
- Sesay, Georgiana (* 2004), sierra-leonische Sprinterin
- Sesay, Isha (* 1976), US-amerikanische Fernsehjournalistin
- Sesay, Issa (* 1970), sierra-leonischer Rebellenführer
- Sesay, John (* 2003), deutscher Fußballspieler
- Sesay, Ola (* 1979), sierra-leonische Leichtathletin
- Sesay, Sallieu, US-amerikanischer Schauspieler und Krankenpfleger

### Sesb
- Sesboüé, Bernard (1929–2021), französischer Jesuit, Pädagoge, Christologe und Ekklesiologe

### Sesc
- Seschathotep, altägyptischer Beamter
- Seschemetka, Gemahlin von König Djer
- Seschemnefer, persönlicher Schreiber der Königsurkunde
- Seschemnefer I., altägyptischer Beamter
- Seschemnefer II., altägyptischer Beamter
- Seschemnefer III., altägyptischer Beamter
- Seschemu, Vorsteher der Doppelscheune
- Seschseschet, Königin der altägyptischen 6. Dynastie
- Seschseschet Scheschit, Prinzessin der altägyptischen 6. Dynastie
- Seschseschet Scheschti, Prinzessin der altägyptischen 6. Dynastie
- Seschseschet Watetchethor, Prinzessin der altägyptischen 6. Dynastie
- Sescon, Rufino (* 1972), philippinischer römisch-katholischer Geistlicher, Bischof von Balanga
- Sescu, Petru (* 1965), rumänischer römisch-katholischer Geistlicher, Weihbischof in Iași

### Sese
- Sese, Hiroto (* 1999), japanischer Fußballspieler
- Sesé, María Teresa (* 1917), spanische Schriftstellerin
- Sesek, Désirée (* 1980), deutsche Fußballspielerin
- Šešelgis, Algirdas (* 1953), litauischer Politiker
- Šešelj, Vojislav (* 1954), serbischer Politiker, Ideologe, Jurist und PublizistVojislav Šešelj (* 1954)

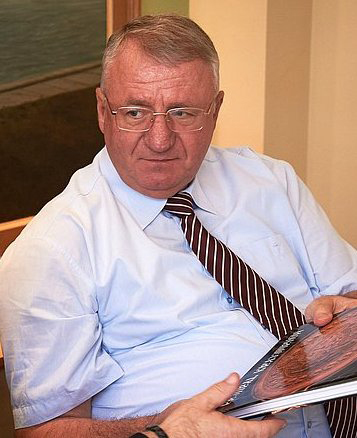
Vojislav Šešelj (* 1954)

- Sesemann, Lydia (1845–1925), finnische Chemikerin und erste promovierte Finnin
- Sesenebnef, altägyptischer Beamter, oberster Vorlesepriester
- Sesenne (1914–2010), lucianische Folk-Sängerin

### Sesh
- Seshadri, C. S. (1932–2020), indischer Mathematiker
- Seshadri, T. R. (1900–1975), indischer Chemiker
- Seshan, T. N. (1932–2019), indischer Regierungsbeamter
- Seshie, Pierre Koffi (1942–2000), togoischer römisch-katholischer Geistlicher und Bischof von Kpalimé

### Sesk
- Šeško, Benjamin (* 2003), slowenischer FußballspielerBenjamin Šeško (* 2003)

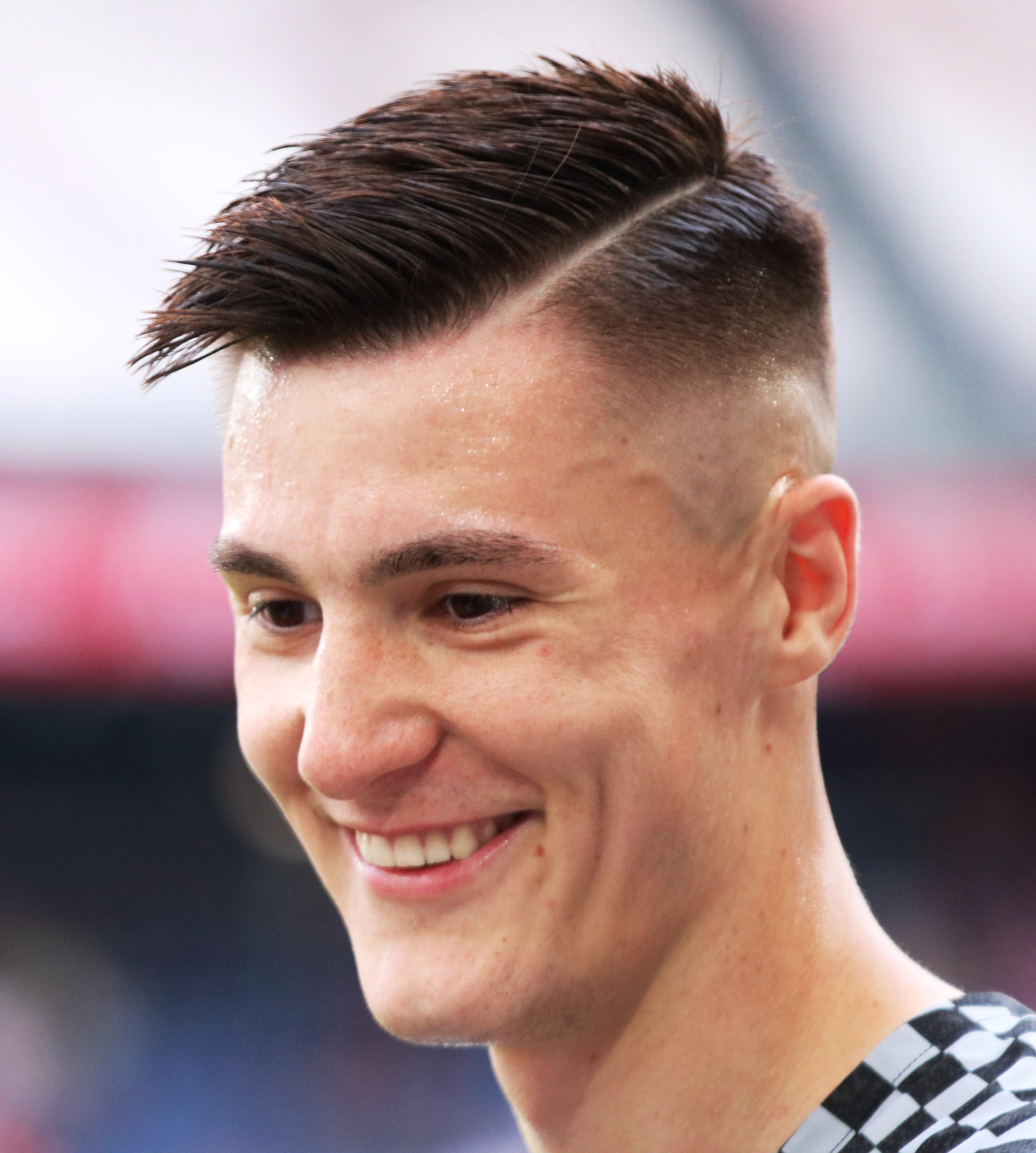
Benjamin Šeško (* 2003)

- Šeškus, Algirdas (* 1945), litauischer Fotograf

### Sesl
- Sešlar, Simon (* 1974), slowenischer Fußballspieler
- Sešlar, Svit (* 2002), slowenischer Fußballspieler
- Seslawinski, Michail Wadimowitsch (* 1964), russischer Politiker und Bibliophiler
- Sesler, Lionardo († 1785), italienischer Arzt und Botaniker
- Šešlija, Anđela (* 1995), bosnische Fußballspielerin

### Sesm
- Sesma, Daniel (* 1984), spanischer Radrennfahrer
- Sesma, Enrique (* 1927), mexikanischer Fußballspieler
- Sesma, Jonathan (* 1978), spanischer Fußballspieler

### Sesn
- Sesnando Davides († 1091), portugiesischer Ritter und Regent
- Sesno, Frank, amerikanischer Journalist

### Seso
- Şeşo, Heydar, Gründer einer jesidischen Bürgerwehr
- Şeşo, Qasim, Gründer einer jesidischen Bürgerwehr
- Sesostris, ägyptischer Bürgermeister und Tempelvorsteher
- Sesostris, altägyptischer Wesir
- Sesostris I., altägyptischer Königs der 12. DynastieSesostris I.

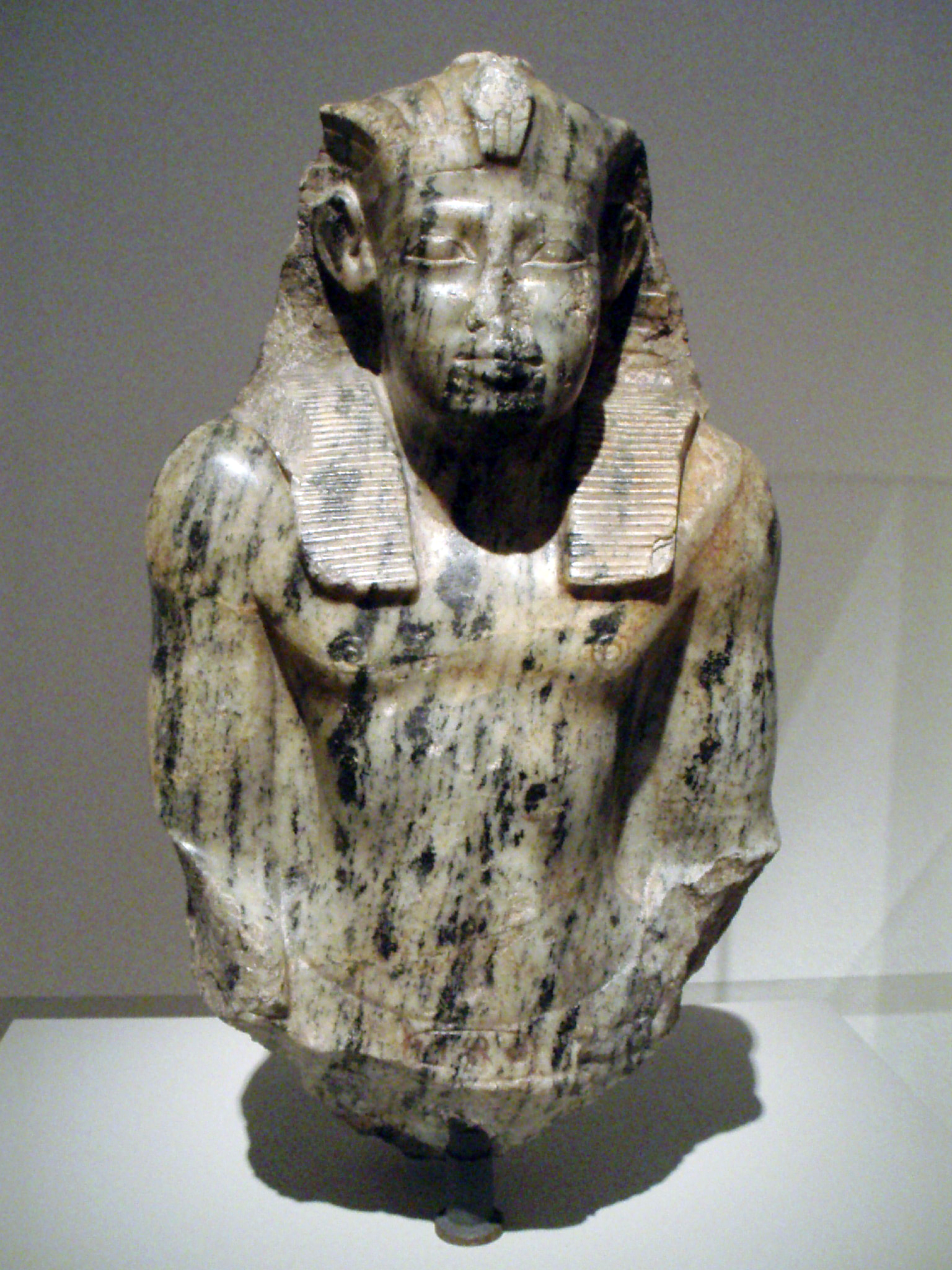
Sesostris I.

- Sesostris II., altägyptischer Königs der 12. Dynastie
- Sesostris III., altägyptischer König der 12. Dynastie
- Sesostris IV., ägyptischer König
- Sesostrisanch, altägyptischer Wesir

### Sess
- Seß, Karl (1855–1939), deutscher Politiker (SPD, USPD, KPD), MdHB
- Sessa, brasilianischer Sänger und Komponist
- Sessa, Dominic (* 2002), US-amerikanischer Schauspieler
- Sessa, Karl Borromäus Alexander (1786–1813), deutscher Arzt und Dramatiker
- Sessa, Kevin (* 2000), deutsch-argentinischer Fußballspieler
- Sessa, Nicolás (* 1996), argentinisch-deutscher Fußballspieler
- Sessak, Hilde (1915–2003), deutsche Schauspielerin
- Sessar, Klaus (* 1937), deutscher Rechtswissenschaftler und Kriminologe
- Sessarakoo, William Ansah, Sohn eines wohlhabenden afrikanischen Händlers, der in die Sklaverei nach Westindien verschleppt wurde
- Sessé y Lacasta, Martín (1751–1808), spanischer Botaniker
- Sessegnon, Ryan (* 2000), englischer Fußballspieler
- Sessègnon, Stéphane (* 1984), beninischer Fußballspieler
- Sesselmann, Celida (1883–1937), deutsche Dichterin
- Sesselmann, Friedrich, Pfarrer und kurfürstlicher Rat von Friedrich I. von Brandenburg-Ansbach
- Sesselmann, Friedrich († 1483), Bischof des Bistums Lebus und Kanzler des Kurfürstentums Brandenburg
- Sesselmann, Lauren (* 1983), kanadische FußballspielerinLauren Sesselmann (* 1983)

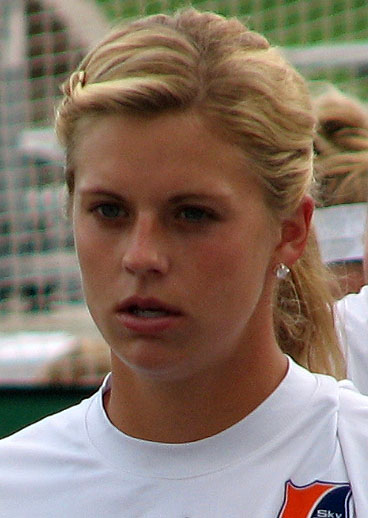
Lauren Sesselmann (* 1983)

- Sesselmann, Marc (1898–1968), deutscher Politiker (NSDAP)
- Sesselmann, Matthias (* 1953), deutscher Autor und Autobiograph
- Sesselmann, Peter, Kurfürstlicher Rat in Brandenburg-Ansbach und Domherr
- Sesselmann, Peter (1940–2013), deutscher Fußballspieler
- Sesselmann, Reiner (* 1942), deutscher Fußballspieler und Politiker
- Sesselmann, Robert (* 1973), deutscher Politiker (AfD)
- Sesselmann, Sabina (1936–1998), deutsche Schauspielerin
- Sesselmeier, Werner (* 1960), deutscher Wirtschaftswissenschaftler, Hochschullehrer für Volkswirtschaftslehre
- Sesshū Tōyō (1420–1506), japanischer Zen-Mönch und Maler
- Sessi, Anna Maria (1790–1864), italienische Opernsängerin in der Stimmlage Sopran
- Sessi, Carolina († 1874), italienische Opernsängerin
- Sessi, Impératrice (1784–1808), italienische Opernsängerin (Sopran)
- Sessi, Marianne († 1847), italienische Opernsängerin
- Sessi, Mathilde (1846–1934), österreichische Opernsängerin
- Sessi, Victoria, italienische Opernsängerin in der Stimmlage Sopran
- Sessig, Franz Carl (1854–1914), deutscher Maler
- Sessina, Walerjewna Wera (* 1986), russische rhythmische Sportgymnastin
- Sessinghaus, Gustavus (1838–1887), US-amerikanischer Politiker
- Session, Samuel L. (* 1973), schwedischer DJ und Produzent im Bereich der elektronischen Tanzmusik
- Sessions, Almira (1888–1974), US-amerikanische Schauspielerin
- Sessions, Alonzo (1810–1886), US-amerikanischer Politiker
- Sessions, Darius (1717–1809), britischer Politiker
- Sessions, Jeff (* 1946), US-amerikanischer PolitikerJeff Sessions (* 1946)

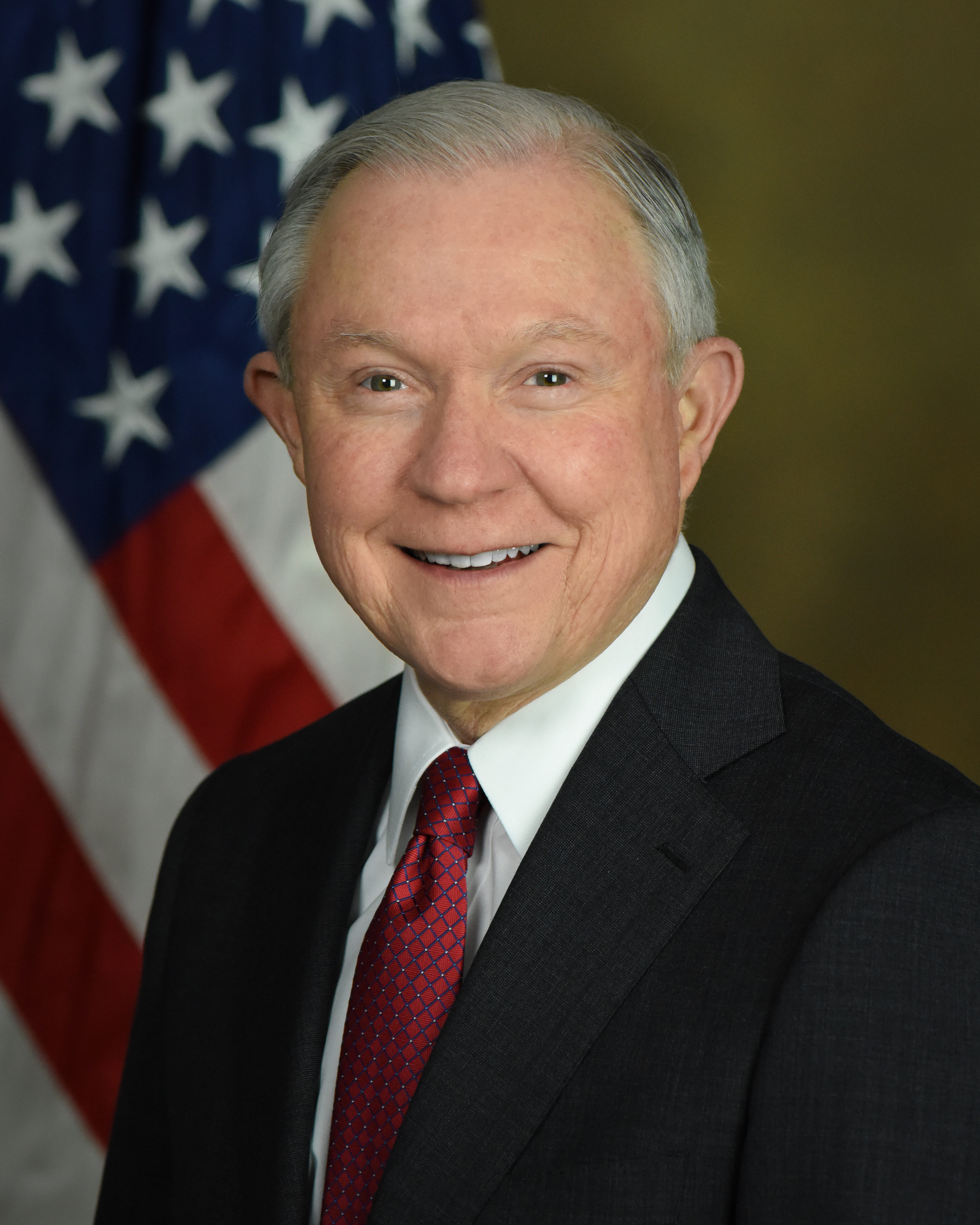
Jeff Sessions (* 1946)

- Sessions, John (1953–2020), britischer Schauspieler und Comedian
- Sessions, Kate (1857–1940), US-amerikanische Botanikerin, Gärtnerin und Landschaftsarchitektin
- Sessions, Michael (* 1987), US-amerikanischer Kommunalpolitiker
- Sessions, Pete (* 1955), US-amerikanischer Politiker
- Sessions, Ramon (* 1986), US-amerikanischer Basketballspieler
- Sessions, Roger (1896–1985), US-amerikanischer Komponist
- Sessions, Walter L. (1820–1896), US-amerikanischer Politiker
- Sessions, William S. (1930–2020), US-amerikanischer Jurist und ehemaliger Direktor der FBI
- Seßler Freiherr von Herzinger, Viktor (1836–1899), österreichischer Montanindustrieller und Politiker
- Sessler, Andrew (1928–2014), US-amerikanischer Physiker
- Sessler, Gerhard (* 1931), deutscher Physiker, Professor für Elektrotechnik an der TU Darmstadt und Erfinder
- Seßler, Helmut (* 1949), deutscher Unternehmer, Fachbuchautor, Verkaufstrainer-Ausbilder
- Sessler, Jean (1822–1897), Schweizer Politiker und Unternehmer
- Seßler, Josef (1763–1842), österreichischer Gewerke und Industrieller
- Seßler, Karl (1884–1975), deutscher Politiker (SPD), MdL
- Sessler, Nícolas (* 1994), brasilianischer Radrennfahrer
- Sessler, Thomas (1915–1995), deutsch-österreichischer Verleger und Schriftsteller
- Sessner, Heidi (* 1977), deutsche Duathletin, Triathletin und Ironman-Siegerin (2012)Heidi Sessner (* 1977)

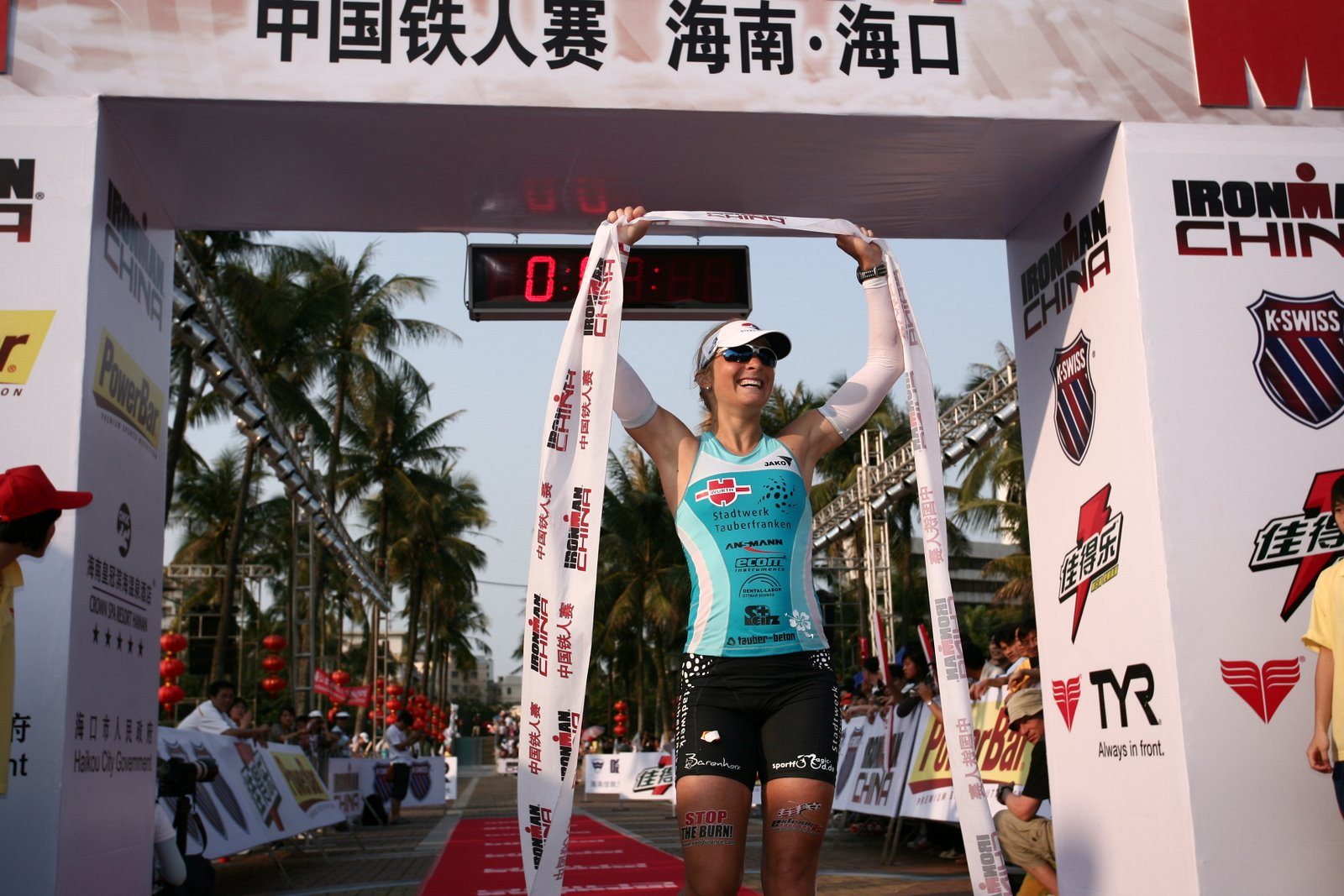
Heidi Sessner (* 1977)

- Sessner, Max (* 1959), deutscher Lyriker
- Sessner, Roland (* 1946), deutscher Mathematiker, Hochschullehrer und Politiker (DDR-CDU, CDU), MdL
- Sessoli, Roberta (* 1963), italienische Chemikerin und Hochschullehrerin
- Sessolo, Hélios (* 1993), schweizerisch-spanischer Fußballspieler
- Sesson, Shūkei (1504–1589), japanischer Maler
- Sesson, Yūbai (1290–1347), japanischer Priester der  Rinzai-Richtung des Buddhismus
- Sessouma, Abdoulaye, ivorischer Straßenradrennfahrer
- Sessous, George (1876–1962), deutscher Pflanzenbauwissenschaftler und Hochschullehrer

### Sest
- Sesta, Karl (1906–1974), österreichischer Fußballspieler
- Sesta, Ludwig (1900–1976), österreichischer Ringer
- Sestak, Joe (* 1951), US-amerikanischer Admiral und Politiker
- Šesták, Jozef (* 1945), slowakischer Diplomat
- Sestak, Luca (* 1995), deutscher PianistLuca Sestak (* 1995)

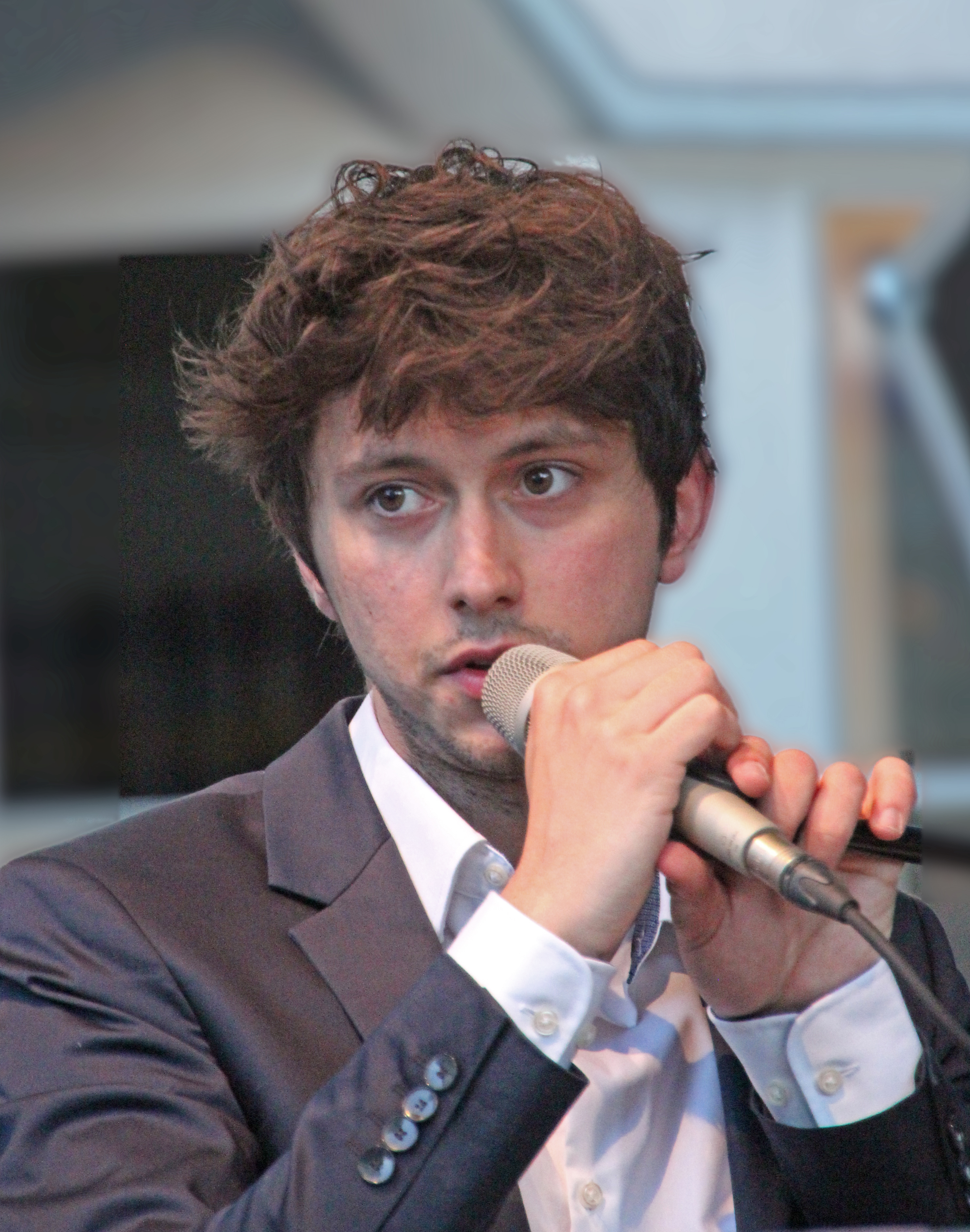
Luca Sestak (* 1995)

- Šestak, Marija (* 1979), slowenische Dreispringerin
- Šesták, Stanislav (* 1982), slowakischer Fußballspieler
- Šesták, Zdeněk (* 1925), tschechischer Komponist und Musikwissenschaftler
- Šestaková, Eva (* 1978), slowakische Tennisspielerin
- Sestan, Ernesto (1898–1986), italienischer Historiker
- Sestendrup, Manfred (* 1952), deutscher Schriftsteller
- Sester, Karl, deutscher Ingenieur und Entdecker des Nemrut Dağı
- Sester, Martina, Biologin, Infektionsimmunologin und Hochschullehrerin
- Sester, Peter (* 1967), deutscher Rechtswissenschaftler
- Sester, Sven (* 1969), estnischer Politiker
- Sestero, Greg (* 1978), amerikanischer Schauspieler, Autor, Produzent und Model
- Sesti, Giuseppe Maria (* 1942), italienischer Weingärtner, Forscher und Schriftsteller
- Šestić, Dragi (* 1966), bosnischer Musikproduzent, Toningenieur und Regisseur von Musikvideoclips
- Šestić, Dušan (* 1946), bosnischer Musiker und Komponist
- Šestić, Marija (* 1987), bosnische Sängerin
- Šestić, Miloš (* 1956), jugoslawischer Fußballspieler
- Sestili, Luigi (* 1983), italienischer Radrennfahrer
- Sestini Hlaváčková, Andrea (* 1986), tschechische Tennisspielerin
- Sestini, Domenico (1750–1832), italienischer Numismatiker und Archäologe
- Sestito, Tim (* 1984), italo-amerikanischer Eishockeyspieler
- Sestito, Tom (* 1987), italo-amerikanischer Eishockeyspieler
- Sestius Albanianus Quirinalis, Lucius, römischer Suffektkonsul 23 v. Chr.
- Sestius, Publius, römischer Politiker in den letzten Jahrzehnten der Römischen Republik
- Sesto, Camilo (1946–2019), spanischer Sänger und Schauspieler
- Šeštokas, Vytautas Liudvikas (* 1944), litauischer Politiker
- Sestu, Alessio (* 1983), italienischer Fußballspieler

### Sesu
- Šešulka, Daniel (* 1995), tschechischer Unihockeyspieler
- Šešum, Nataša, serbische Mathematikerin
- Šešum, Žarko (* 1986), serbischer Handballspieler

### Sesz
- Seszták, Miklós (* 1968), ungarischer Politiker (Christlich-Demokratischen Volkspartei)